# Број (врста речи)
Бројеви су врсте речи које у српском језику спадају у категорије променљивих и именских врста речи (промена речи се врши кроз падеже).
Деле се на: 
- основне, кардиналне или главне (један, два, три..);
- редне (први, други, трећи, четврти, пети...);
- збирне (двоје, троје, четворо, петоро...).

Најчешће стоје уз именице, а са њима се једино редни бројеви слажу у роду, броју и падежу. 

## Основни бројеви
Од основних бројева, променљиви су само бројеви од један до четири. Бројеви један и два имају посебне облике за различите родове — један/једна/једно и два/две/два. Основни број један се обавезно мења кроз падеже (један, једнога, једноме...).
Требало би кроз падеже мењати и основне бројеве два, три, четири, али у пракси то ретко ко чини. То се тиче двеју жена/двају људи, у пракси ће се углавном чути као То се тиче две жене/два човека иако се не сматра исправним обликом. Међутим, већина људи употребиће исправан облик у случајевима као што је: Дајте нама трома/нама трима. 

## Редни бројеви
Редни бројеви настају од основних, додавањем придевских наставака за род:
шест → једн. шести, шеста, шесто.
Изузетак су бројеви први, други, трећи и четврти, који настају од посебних основа. Редни бројеви се обавезно мењају кроз падеже: први, првог(а), првом(е); сто осмог(а), сто осмом(е)...

## Збирни бројеви
Збирни бројеви настају од свих основних, сем од броја један и оних сложених бројева који се завршавају њиме (двадесет један, сто тридесет један). На основу кардиналног броја додаје се наставак -оро, почев од броја четири. Од броја два збирни број гласи двоје, а од броја три троје.

## Писање бројева
Основни и редни бројеви могу се писати цифрама, али збирни се могу писати само словима:
- један, два, три, четири, пет, шест, седам, осам, девет, десет... — 1, 2, 3, 4, 5, 6, 7, 8, 9, 10...
- први, други, трећи, четврти, пети, шести, седми, осми, девети, десети... — 1. 2. 3. 4. 5. 6. 7. 8. 9. 10.... (I, II, III, IV, V, VI, VII, VIII, IX, X)
- двоје, троје, четворо, петоро, шесторо, седморо, осморо, деветоро, десеторо...

Иза редних бројева пише се тачка уколико су написани арапским цифрама — 1. а када их пишемо римским цифрама, подразумева се да су редни (I, II, III, IV, V, VI, VII, VIII, IX, X, осим у изузетним случајевима када се и иза њих може написати тачка). Уколико после редног броја написаног арапским цифрама следи неки знак интерпункције, тачка се губи.
Вишечлани/сложени бројеви (24, 853/ XXIV) када их пишемо словима, што се чини само изузетно, пишу се одвојено (двадесет (и) четири, осамсто/осам стотина/ педесет (и) три/ двадесет (и) четврти). Наравно, то важи и за збирне бројеве, који се само словима и могу писати (педесет (и) осморо, шестсто/шест стотина (и) двоје). Везник и се у свим овим случајевима може и не мора писати. Распрострањена грешка писања оваквих бројева спојено, проистиче из обичаја да се на чековима, уплатницама итд., из безбедносних разлога дотични бројеви често пишу спојено, што никако не правда такво писање.
Такође, број 600, словима можемо писати као шестсто или шест стотина. Распрострањена је грешка шесто. Шесто је заправо VI тј. 6. (нпр. село) по реду.